# Форначи Калче (Горица)
Форначи Калче је насеље у Италији у округу Горица, региону Фурланија-Јулијска крајина.
Према процени из 2011. у насељу је живело 23 становника. Насеље се налази на надморској висини од 44 м.